# 霍勒斯·赖斯
霍勒斯·赖斯（英語：Horace Rice，1872年9月5日—1950年1月18日），生于悉尼，澳大利亚男子网球运动员。他曾获得澳大利亚网球公开赛男子单打冠军、男子双打冠军、混合双打冠军。